# Impatiens parviflora
Impatiens parviflora es una planta anual perteneciente a la familia Balsaminaceae, nativa de algunas áreas de Eurasia, naturalizada en muchos lugares inundados y sombríos. 

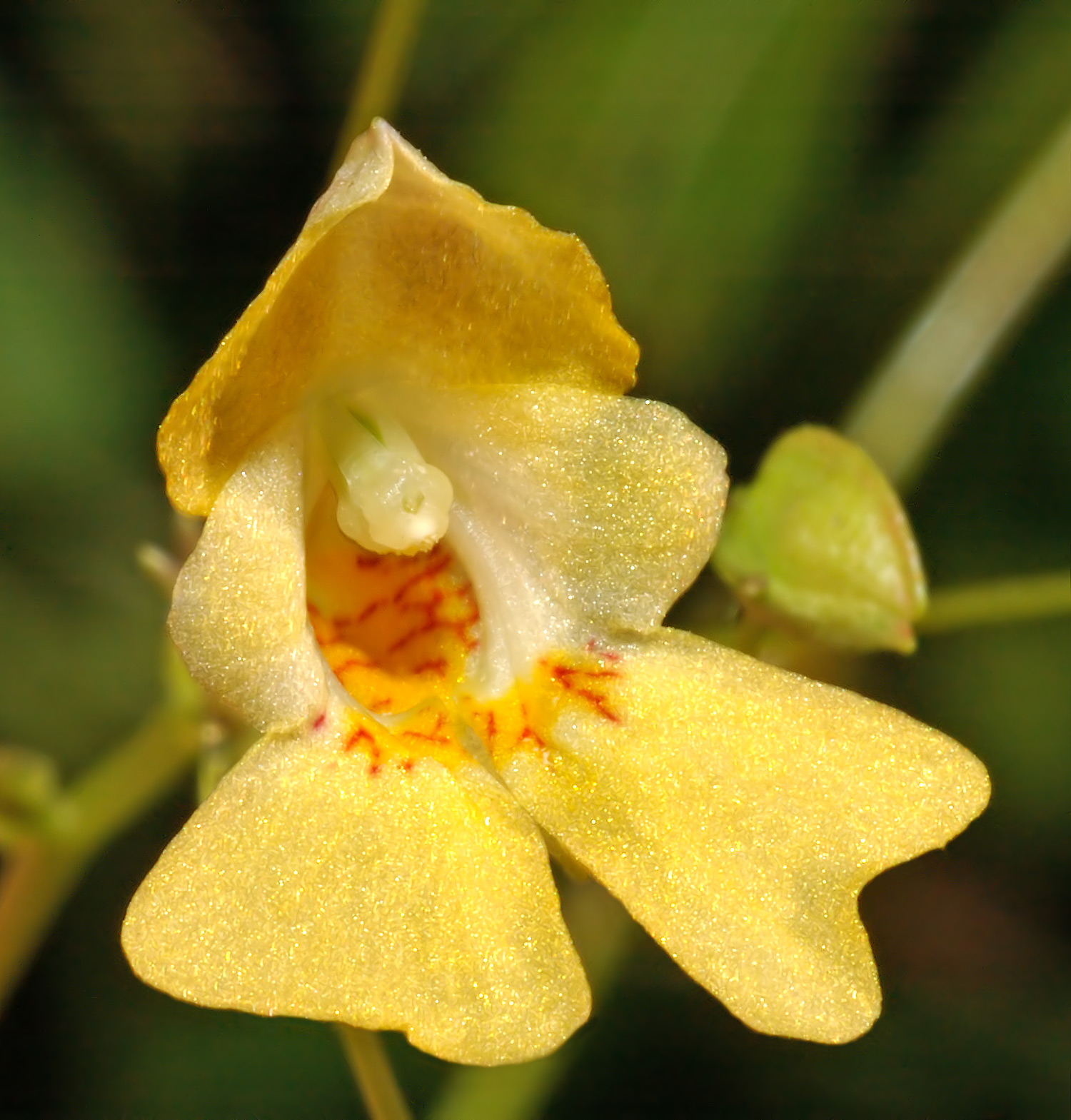
Detalle de la flor

## Descripción
Es una planta anuale que alcanza un tamaño de 30-60 cm de altura, glabra o glandular escasamente pilosas, con pocas raíces de soporte y fibrosa. Tallo erecto, ganglios inflamados, suculento, las ramas extendidas. Las hojas alternas, con pecíolo de 1.5-2 cm, hoja abaxialmente pálido, verde oscuro verde adaxialmente, elípticas u ovadas, 6-11 × 3.5-4.5 cm, membranosos, generalmente con 3 o 4 pares de glándulas estipitadas basales, las venas laterales 5-7 pares, cuneadas curvo, base, decurrentes de pecíolo, margen serrado agudo, dientes mucronulate, basalmente casi todo, ápice acuminado o agudo en breve. Inflorescencias en las axilas de las hojas superiores, con 4-12-flores, con pedúnculos tan largos o ligeramente más largos que la hoja. Pedicelos 1-1.5 cm, alargados en la fructificación,  brácteas persistentes, ovado-lanceoladas, de 2-3 x 1-1,5 mm. Flores de color amarillo pálido, la garganta a menudo rojiza, pequeña, de 1 cm de profundidad. Sépalos laterales 2, ovadas, de 3 × 1-1.5 mm, margen entero. El fruto es una cápsula linear-oblonga o cilíndrica, de 2-2.5 cm. Tiene pocas semillas, oblongo-ovoides, de 3 mm. Fl. Jun-agosto. Tiene un número de cromosomas de 2 n = 26.

## Distribución y hábitat
Se encuentra en las riberas de los ríos, lugares cubiertos de musgo o húmedos a lo largo de los canales, a una altitud de 1200-1700 metros en Xinjiang en China y en Kazajistán, Kirguistán, Mongolia, Rusia, Europa.

## Taxonomía
Impatiens parviflora fue descrita por Augustin Pyrame de Candolle y publicado en Prodromus Systematis Naturalis Regni Vegetabilis 1: 687. 1824.
Etimología
Impatiens: el nombre científico de estas plantas se deriva de impatiens (impaciente), debido a que al tocar las vainas de semillas maduras estas explotan, esparciéndolas a varios metros. Este mecanismo es conocido como balocoria, o también como "liberación explosiva".
parviflora: epíteto latino compuesto por parvus y flora que significa "pequeña flor".
Sinonimia
- Balsamina parviflora (DC.) Ser.	[5]